# Hans Malicky
Hans Malicky (* 17. Juli 1935 in Wien) ist ein österreichischer Entomologe. Sein Forschungsschwerpunkt sind Schmetterlinge und Köcherfliegen.

## Leben und Wirken
Malicky ist der Sohn des Facharbeiters Johann Malicky und seiner Frau Maria. Er wuchs im niederösterreichischen Theresienfeld auf, verbrachte zwischen 1967 und 1969 in der Steiermark und wohnt seit 1969 in Lunz am See. 1965 heiratete er die Botanikerin Gudrun Schlatte, mit der er zwei Söhne hat. Nach der Schulzeit in Theresienfeld und in Wiener Neustadt besuchte er die Bundeslehr- und Versuchsanstalt für chemische Industrie und Gewerbe in Wien. Anschließend legte er die Berufsreifeprüfung für Zoologie und Botanik an der Universität Wien ab. 1967 promovierte er dort zum Doktor der Philosophie. 1977 habilitierte er sich zum Universitätsdozenten für Zoologie an der Universität Wien. Seit 1995 führt er den Titel Außerordentlicher Universitätsprofessor. Malicky veröffentlichte über 350 wissenschaftliche Arbeiten, zunächst Publikationen über Schmetterlinge und seit 1969 über die europäischen Köcherfliegentaxa (Trichoptera). Ab 1986 studierte er auch die Köcherfliegenfauna in Südostasien. 1972 war er gemeinsam mit Ernst Reichl Mitgründer der Datenbank ZOODAT (heute ZOBODAT) in Saarbrücken, in der heute etwa 10.000 Lepidoptera- und 65.000 Trichopteradaten aus Österreich erfasst sind. Hans Malicky verfasste mehrere Bücher, darunter einen Bestimmungsatlas über die europäische Köcherfliegenfauna. Er beschrieb 2073 Insektentaxa und wird in 104 Tier- und Pflanzentaxa im Epitheton geehrt.

## Auszeichnungen
Im März 2009 erhielt Malicky die Fabricius-Medaille der Deutschen Gesellschaft für allgemeine und angewandte Entomologie in Göttingen. Seit Oktober 2009 ist er Ehrenmitglied der Österreichischen Gesellschaft für Entomofaunistik.

## Schriften (Auswahl)
- 1973: Trichoptera (Köcherfliegen)
- 1977: Verhandlungen des sechsten internationalen Symposiums über Entomofaunistik in Mitteleuropa
- 1978: Entomologie in Österreich: Eine Dokumentation zusammengestellt für die Österreichische Entomologische Gesellschaft
- 1983: Atlas of European Trichoptera / Atlas der Europäischen Köcherfliegen / Atlas des Trichoptères d' Europe
- 2005: Die Köcherfliegen Griechenlands (Trichoptera)